# ميلنر بلايس
ميلنر بلايس (بالإنجليزية: Milner Place)‏ هو مؤلف وكاتب وشاعر بريطاني، ولد في 25 يناير 1930 في Thirsk ‏ في المملكة المتحدة.